# Emma Driessen
Emma Driessen is een personage uit Goede tijden, slechte tijden. Emma was een van de kortst spelende actrices met een vaste rol. Zij was te zien tussen 1 oktober 1991 en 7 februari 1992 en werd vertolkt door Helen Suyderhoud (1963-2018).

## Achtergrond
Emma heeft bij Annette, Linda, Arnie, Rien, Peter, Myriam en Suzanne op school gezeten. Wanneer ze Suzanne, Annette en Myriam weer spreekt in De Cactus haalt ze enkele herinneringen met hen op. Emma biecht op dat ze jarenlang verliefd was op Rien en hem graag nog eens wil zien. De meiden waarschuwen haar dat Rien niet zo'n lekkere vent is. Emma lijkt het niet zoveel te schelen en weet Riens hart te veroveren, tenminste dat denkt ze. Rien en Emma beginnen een relatie, maar Rien gebruikt Emma om carrière te maken. Emma komt namelijk uit een rijk gezin en Emma's vader, Harry Driessen, zou hem nog wel eens kunnen helpen.
Harry begint steeds meer een goede zakenpartner te zien in Rien en stelt hem voor in de politiek te gaan. Rien ziet het wel zitten, maar Emma wil dan per se campagneleidster zijn, wat ze erg amateuristisch doet. Rien besluit niets te zeggen, want hij wil een wit voetje halen bij Harry en doet dit niet door zijn dochter te kwetsen. Door Emma's campagne mislukt Riens eerste optreden en de mensen zien meer in Riens broer, Frits van Houten.
Dan besluit ook Govert Harmsen de politiek in te gaan en hij besluit het op een ander manier te spelen. Meneer Harmsen laat Emma belastende informatie zien over Rien. Emma besluit hun relatie te verbreken. Rien blijft het echter proberen bij Emma en wanneer Emma een liefdesbrief krijgt denkt ze dat die van Rien is. Als ze er vervolgens achter komt dat Rien ook klaar met haar is en dat de brief niet van hem is verdenkt ze Peter. Ook Peter heeft de brief niet gestuurd. Nieuwsgierig als Emma is besluit ze om in te gaan op de brief en zij begeeft zich naar de beschreven plek. Uiteindelijk staat ze oog in oog met Mickey Lammers. Emma is op haar beurt teleurgesteld en kan dit niet verbergen. Door Emma's reactie is ook Mickey erg teleurgesteld. Dan beseft Emma dat ze Mickey pijn heeft gedaan en vraagt hem alsnog uit.
Emma en Mickey worden goede vrienden, maar er blijken heel wat verschillen te zitten tussen de twee. Emma komt uit een rijk en chic gezin, terwijl Mickey niet zo veel geld te makken heeft. Ze krijgen ruzie na ruzie. Mickey voelt zich op de plekken waar Emma graag komt totaal niet op zijn gemak en hij denkt dat het beter is dat Emma en hij vrienden blijven, net wanneer Emma en hij een prille relatie zijn begonnen.
Emma en Mickey blijven inderdaad vrienden, maar ze is toch jaloers wanneer Mickey haar vertelt dat hij een nieuw meisje heeft leren kennen. Mickey vertelt haar vervolgens dat hij dat meisje uit de klauwen van haar grootmoeder wil redden, omdat Mickey het idee heeft dat die grootmoeder het meisje streng behandelt. Uiteindelijk krijgen Mickey en het meisje, Christie, een relatie, maar Christie en Emma kunnen daarentegen niet zo goed met elkaar vinden.
Emma blijkt geïntrigeerd te zijn door Christie en wil daarom een artikel over haar schrijven voor in de krant. Emma belaagt uiteindelijk Christie, maar Christies grootmoeder bemoeit zich ermee. De grootmoeder schrikt en krijgt een hartaanval. Emma durft Mickey niet meer onder ogen te komen en verlaat Meerdijk.